# Marcel Rozier
Marcel Rozier (Saint-Étienne-sur-Chalaronne, 22 de março de 1936) é um ginete e instrutor francês, especialista em saltos, campeão olímpico. 

## Carreira
Rozier representou seu país nos Jogos Olímpicos de Verão de 1968 a 1976, na qual conquistou a medalha de ouro nos salto por equipes em 1976.